# Isabella Lövin

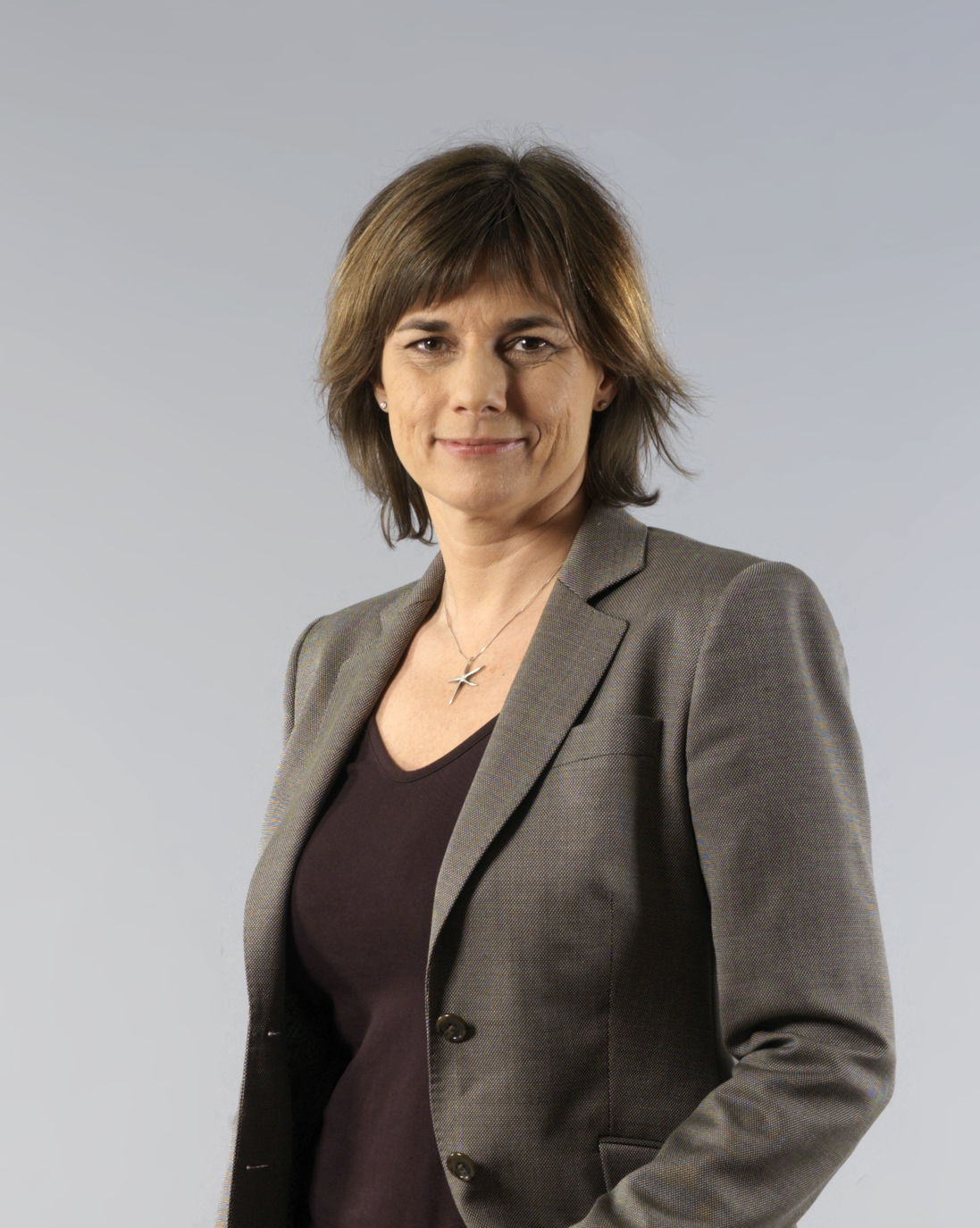
Isabella Lövin, 2009.

Isabella Signe Maria Lövin, tidigare Harrius, ursprungligen folkbokförd Löfvin, född 3 februari 1963 i Helsingborg i Malmöhus län, är en svensk politiker (miljöpartist), författare och tidigare journalist.
Lövin arbetade länge som journalist och tilldelades både Stora Journalistpriset och Guldspaden för sin bok Tyst hav (2007).
Hon var ledamot av Europaparlamentet för Miljöpartiet från 2009 till oktober 2014, då hon utsågs till biståndsminister i regeringen Löfven I. I maj 2016 blev hon ett av två språkrör för Miljöpartiet. Vid regeringsombildningen 25 maj 2016 förändrades hennes statsrådstitel till minister för internationellt utvecklingssamarbete och klimat, och hon blev också vice statsminister. Liksom sin företrädare Åsa Romson var hon trots det inte statsministerns ställföreträdare och titeln var mer av ceremoniell karaktär. I januari 2019 blev hon miljö- och klimatminister i regeringen Löfven II. Hon fortsatte vara vice statsminister.
I augusti 2020 aviserade Lövin sin kommande avgång som språkrör och statsråd. Efter att Miljöpartiet valt Märta Stenevi till Lövins efterträdare som språkrör lämnade Lövin regeringen i februari 2021.
2024 valdes Isabella Lövin in i Europaparlamentet på nytt efter att ha stått som nummer tre på Miljöpartiets valsedel. Lövin tjänstgör bland annat som vice ordförande i Utskottet för utveckling (DEVE) och som ledamot i Fiskeriutskottet (PECH).

## Biografi

### Familjebakgrund och utbildning
Isabella Lövin är dotter till konstnären Björn Lövin. Hon växte upp i Avesta.
Mellan 1982 och 1986 studerade hon vid Stockholms universitet. Hon läste fristående kurser om totalt 180 högskolepoäng (vilket motsvarar tre års heltidsstudier) i ämnena italienska (90 hp), filmvetenskap (30 hp), statsvetenskap (30 hp) och sociologi (30 hp). Hon har även studerat radioproducentutbildningen vid Dramatiska Institutet.

### Journalistik
Isabella Lövin har arbetat som reporter och frilansskribent för Damernas Värld, Vecko-Revyn, Elle och Vi Föräldrar samt skrivit krönikor om miljö i Expressens söndagsbilaga "Gröna Söndag". Åren 1994 till 1997 arbetade hon som reporter och producent på Sveriges Radio P1:s samhällsredaktion för programmen Slussen och Tendens. Lövin ville fortsätta på Sveriges Radio när hennes projektanställning tog slut men tvingades sluta på grund av tidsgränsen i Lagen om anställningsskydd.
Därefter arbetade hon som redaktionssekreterare och redaktionschef för Månadsjournalen fram till 2002. Under sin tid var hon hårt pådrivande för att Marit Paulsen skulle få tidningens intelligenspris. Efter att ha varit redaktör[när?] på Allt om mat arbetade hon som redaktionschef för den då nystartade tidningen Leva! till 2003. År 2004 var hon åter frilansskribent och 2005 skrev hon krönikor i Allt om Mat och var frilansande bokredaktör för Femina.
År 2007 utkom Lövin med boken Tyst hav – Jakten på den sista matfisken som handlar om överutnyttjandet av fiskbestånden i svenska och utländska vatten. Boken fick stor uppmärksamhet och Lövin tilldelades både Stora journalistpriset, i kategorin Årets berättare, och Guldspaden. Boken bidrog till att Lövin rekryterades av Miljöpartiet som politiker. Tyst hav utkom på japanska 2009 samt på engelska 2012 med titeln Silent Seas – The Fish Race to the Bottom.
Isabella Lövin var också medförfattare till en rapport från Naturskyddsföreningen om EU-ländernas rovfiske i Västafrika som kom ut 2009.

### Politik
Isabella Lövin gick med i Miljöpartiet 2008, med syftet att stoppa överutnyttjandet av fiskbestånden.
Politiskt har Lövin ansetts stå Socialdemokraterna nära och vara mycket positiv till EU.

#### Europaparlamentariker
Isabella Lövin valdes vid Europaparlamentsvalet 2009 in som en av två ledamöter för Miljöpartiet. Hon uttryckte ogillande för att Europaparlamentet flyttade mellan Strasbourg och Bryssel och sade "Bättre vore om parlamentet flyttade en gång i månaden till Västafrika!"
I Europaparlamentet valdes Lövin in som ledamot i fiskeriutskottet, ledamot av "Delegationen för förbindelser med Panafrikanska parlamentet" och som suppleant i "utskottet för utveckling". Som europaparlamentariker arbetade Lövin främst med fiskefrågor, och efter sitt inträde i parlamentet kom hon 2011–2012 att bedömas vara en av Sveriges mest inflytelserika personer inom miljöfrågor.
Under sina fem första år i Europaparlamentet var hon en av de mest aktiva svenska ledamöterna med en närvaro på 93 procent och 13 betänkanden och yttranden som rapportör för den internationella delen av EU:s fiskepolitik.
I Europaparlamentsvalet 2014 blev Lövin omvald. Hon stod överst på Miljöpartiets valsedel när partiet gick framåt till 15,4 procent av rösterna.

##### Fiskefrågor
I Europaparlamentet arbetade Isabella Lövin bland annat med den reform av EU:s gemensamma fiskeripolitik som pågick under mandatperioden 2009–2014. I reformen var hon föredragande för den del som handlar om den externa (internationella) dimensionen av EU:s fiskeripolitik och skuggföredragande för fiskeripolitikens grundförordning. Lövin var ansvarig för fiskefrågor i den Gröna gruppen i Europaparlamentet. I utvecklingsutskottet var Lövin föredragande för flera av yttrandena om EU:s fiskeriavtal med länder runtom i världen.
Den nya fiskepolitiken syftade till att "få ett mer hållbart fiske och sätta stopp för överfiske, både inom och utanför unionens gränser", och innebar en förändring gentemot tidigare politik som förts. Politiken röstades igenom med bred marginal 6 februari 2013 och trädde i kraft 1 januari 2014.
Den nya politiken innebar ett gradvis förbud mot att kasta tillbaks fisk i haven och att EU inte ska bidra till överfiske i andra delar av världen.
Tidigare under mandatperioden var Lövin föredragande för ett betänkande om EU:s roll i att bekämpa olagligt fiske på global nivå, vilket antogs i november 2011.

##### Upphovsrättsfrågor
Isabella Lövin har även uppmärksammats för sitt engagemang för stark upphovsrätt.
Lövin har kritiserats av bland andra Piratpartiet samt Grön Ungdom i Stockholmsregionen för att hon i september 2010 röstade för Gallorapporten, som enligt kritikerna innebar hårdare tag mot fildelning. De menade också att hon hjälpt till att förhindra en översyn av handelsavtalet ACTA samt underlåtit att verka för sänkt skyddstid av verk. Kritikerna menade att Lövins internetpolitik saknade väljarmandat och kunde skada partiets trovärdighet eftersom den innebar brutna vallöften. Piratpartiets ordförande Anna Troberg kommenterade att "det är möjligt att Lövin var öppen med sina åsikter internt, men den öppenheten nådde aldrig ut i offentlighetens ljus". Lövin hade dagen innan valet till Europaparlamentet skrivit på sin blogg att Miljöpartiet hade samma inställning som Piratpartiet i integritetsfrågor på nätet. Dagen efter valet sade hon "Vi anser att man ska skydda integriteten på nätet. Fildelning för personligt bruk ska vara legalt, men upphovsrätten måste fortsatt gälla naturligtvis."
Lövin själv svarade att hon inte hade svikit väljarna men att hon istället hade arbetat för att hitta en lösning för både producenter och konsumenter och för att strida för de små konstnärernas villkor och deras rätt att få betalt för sitt arbete. Lövin fick också stöd av Miljöpartiets partisekreterare Anders Wallner som skrev att det inte fanns några "parlamentariska avtryck" på att Lövin skulle ha drivit frågorna i avvikelse från partilinjen.

#### Statsråd

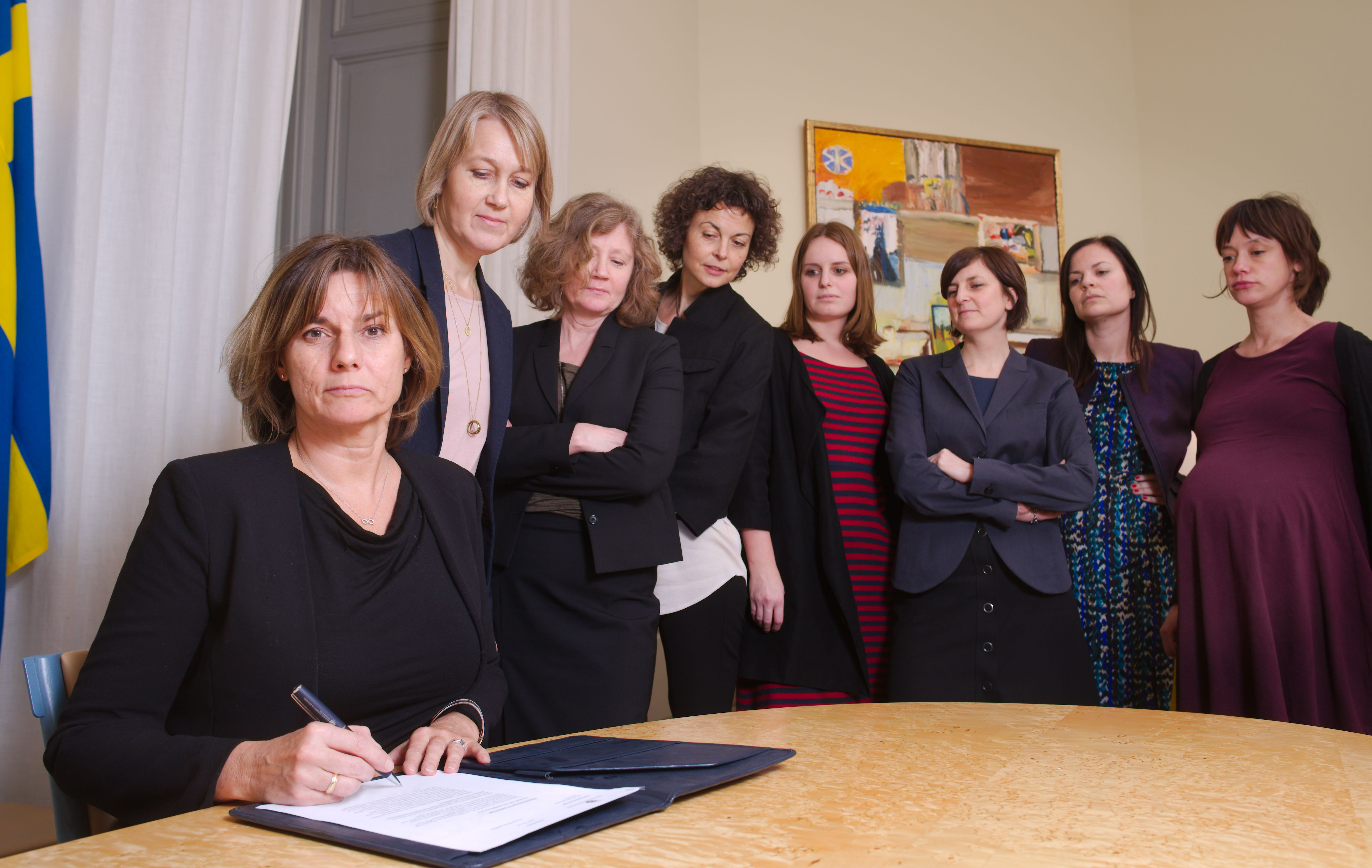
Isabella Lövin undertecknar Klimatlagen 2017.

Isabella Lövin utsågs till biståndsminister med placering på Utrikesdepartementet i regeringen Löfven I den 3 oktober 2014.
Lövin uppmärksammades för att ha gjort större avräkningar på biståndsbudgeten än föregående regering. Regeringen Reinfeldt hade sedan budgeten för 2012 avräknat Migrationsverkets kostnader för asylmottagning från biståndsbudgeten. År 2014 var det 4 miljarder kronor. Inför riksdagsvalet 2014 var Miljöpartiet det parti som ville sänka den andelen allra mest. Men i de rödgrönas budget 2015 var kostnaden mer än dubbelt så stor, 8,4 miljarder kronor (21 procent). 2016 var den 8,2 miljarder kronor (19 procent). Avräkningarna kritiserades för att vara mycket kostnadsineffektiva där kostnaden för en enda asylsökande ett enda dygn i storleksordning motsvarade Röda korsets matpaket som räcker till en hel flyktingfamilj under en hel månad. Lövin menade ändå att det var moraliskt försvarbart att ta pengar från biståndsbudgeten för att finansiera flyktingmottagning i Sverige. Ett år senare kritiserade Lövin andra EU-länder för att använda biståndspengar för att hindra att flyktingar kommer till Europa. Lövin sade då att biståndspengar ska användas till fattigdomsbekämpning.
När regeringen beslutade att minska redan utlovade biståndspengar till Globala fonden mot aids, tuberkulos och malaria med 300 miljoner kronor protesterade 159 hjälporganisationer och det uppskattades att neddragningen motsvarade 20 000 dödsfall och att 800 000 fler personer skulle smittas av HIV, TBC och malaria.
I samband med Åsa Romsons avgång och regeringsombildningen 25 maj 2016 utnämndes Lövin till minister för internationellt utvecklingssamarbete och klimat samt fick titeln vice statsminister. Liksom sin företrädare som vice statsminister, Åsa Romson, var hon trots det inte samtidigt statsministerns ställföreträdare och titeln är mer av ceremoniell karaktär. Regeringsombildningen innebar att Lövin förutom biståndsfrågorna, som handläggs i Utrikesdepartementet, även fick ansvar genom ett så kallat paragraf 5-förordnande för klimatfrågorna som handläggs i Miljödepartementet. För de övriga miljöfrågorna ansvarade Karolina Skog som miljöminister. Vid regeringsombildningen den 21 januari 2019 tog dock Lövin över ansvaret för hela Miljödepartementets portfölj och blev klimat- och miljöminister.
2017 antog riksdagen med en bred majoritet det "klimatpolitiska ramverket". Ramverket syftar till att regeringar är skyldiga och bundna till att föra en klimatpolitik som är i linje med de nationella och globala mål som är antagna av riksdagen. Inom ramverket sattes nya klimatmål upp, en ny klimatlag klubbades och ett klimatpolitiskt råd instiftades. Ramverket går att jämföra med det finanspolitiska ramverket, som också syftar till att skapa långsiktighet och stabilitet inom ett politikområde. Lagen var en storseger och ett infriat vallöfte för Miljöpartiet. När språkröret Isabella Lövin skrev under lagen togs en bild som blev viral över världen. Lövin kommenterade senare lagen med att "den är den viktigaste reformen som vår generations politiker genomför...".
Under Lövins ledning fortsatte Sverige sitt engagemang för havsmiljön och tog tillsammans med Fiji initiativ till en FN-konferens om havsfrågor som genomfördes i New York 5-9 juni 2017.
I samband med regeringsombildningen 5 februari 2021 lämnade Lövin sina uppdrag i regeringen.

#### Språkrör för Miljöpartiet
Isabella Lövin föreslogs 9 maj 2016 att ta över språkrörsposten från Åsa Romson. Den 13 maj 2016 valdes hon och Gustav Fridolin till partiets två språkrör vid kongressen i Karlstad. Den 4 maj 2019 efterträddes Fridolin av Per Bolund.
I riksdagsvalet 2018 gick Miljöpartiet bakåt till 4,4 procent av rösterna. Lövin toppade partiets valsedel i Stockholms kommuns valkrets och blev invald i riksdagen. Eftersom hon var statsråd kom hon dock aldrig att tjänstgöra som riksdagsledamot.
Den 26 augusti 2020 aviserade Lövin att hon skulle lämna politiken och avgå som språkrör, statsråd och vice statsminister när Miljöpartiet hade hittat en ersättare. På en extra partikongress 31 januari 2021 valdes Märta Stenevi till nytt språkrör, och några dagar senare lämnade Lövin även regeringen.

#### Ny kandidatur till Europaparlamentet
Isabella Lövin återvände till politiken inför Europaparlamentsvalet 2024, där hon kandiderade på tredje plats på Miljöpartiets valsedel. Miljöpartiet fick i valet 13,9% av rösterna vilket resulterade i tre mandat. Lövin blev personvald med 7,2% av rösterna.

### Övrigt
Lövin var sommarpratare i Sveriges Radio P1 den 10 juli 2008 och berättade då om sin uppväxt, fiske och fiskeripolitik samt om konsumtion.
Den 3 november 2021 utsågs Lövin till ordförande för styrelsen för Stockholm Environment Institute.
Under 2022 utkom Lövins memoarer Oceankänslan.

## Priser och utmärkelser
- Stora journalistpriset i kategorin Årets berättare (2007)[51]
- Svenska Miljöjournalistpriset (2007) av Miljöjournalisternas förening.[52]
- Guldspaden för Tyst hav (2007) av Föreningen Grävande Journalister med motiveringen "... för att genom ett metodiskt och envetet sökande efter sanningen ha placerat en av samtidens viktigaste frågor i offentlighetens ljus."[53]
- Djurskyddsföreningens Journalistpris till Thyra Bratts minne för att hon "har gjort tydligt att världens fiskbestånd sinar, trots ett till synes outsinligt hav".[54]
- "Kaprifolpriset" av Naturskyddsföreningen i Bohuslän (2008) för Tyst hav för att "boken har lett till att debatten om fisket äntligen kommit upp till ytan och att alla som är intresserade nu kan förstå tvisten mellan fiskarna och forskarna".[55]
- "Årets Blåslampa" av Sveriges konsumenter (2008) med motiveringen "För att hon genom sin bok Tyst hav har satt rejäl fart på en livsviktig debatt om hållbart fiske."[54]
- Östersjöfondens pris (2009) med motiveringen "för sina insatser i den infekterade debatten kring Östersjöländernas fiskeripolitik."[56]
- "Årets rättvisa politiker" (2012) av den holländska stiftelsen Evert Vermeer Foundation där Europaparlamentariker poängsätts för hur deras arbete i parlamentet under året har bidragit till mer konsekvens i utvecklingspolitiken[57]
- Lövin utsågs 2013 till en av Sveriges 25 bästa grävande journalister de senaste 25 åren enligt tidningen Scoop (plats 22).[58]
- Tyst hav utsågs 2013 till ett av Sveriges 25 bästa gräv de senaste 25 åren enligt tidningen Scoop (plats 12).[59]
- Hedersdoktor vid Sveriges lantbruksuniversitet (2014).[60]
- Hedersdoktor vid World Maritime University (2018). [61]
- Sveriges 7:e miljömäktigaste (2014), enligt Aktuell Hållbarhet. "Erkänd i hela EU för sitt hårda arbete med att styra upp unionens fiskepolitik i hållbar riktning. Få enskilda politiker lär har gjort så stor miljönytta som Isabella. Nu spänner hon bågen för en ny mandatperiod och har, förutom fisket, siktet inställt på andra havsfrågor som nedsmutsning och övergödning plus klimatet och cirkulär ekonomi." [62]
- Georg and Greta Borgström-priset från Kungliga Skogs- och Lantbruksakademien[63]